# Tyggegummi
Tyggegummi er et stykke slik, som bliver lavet til at tygge på og ikke til at sluge. Usødet (sukkerfrit) tyggegummi stimulerer spytproduktionen og hjælper med at rense tandoverfladerne, men man skal passe på ikke at have tyggegummiet for længe i munden da sukkerfrit tyggegummi kan virke afførende (selv tyggegummi med sukker er gavnligt, da sukkeret hurtigt opløses og synkes). Mange moderne tyggegummier er baseret på plast lavet af råolie.
Når tyggegummi spyttes på jorden (fortove), klistrer tyggegummiet fast og kan kun med stort besvær fjernes. Netop på grund af dets forurenende egenskaber er tyggegummi forbudt i Singapore. For nylig er visse former for tyggegummi dog blevet tilladt (f.eks. nikotin-tyggegummi).
Tyggegummi kan også sætte sig fast i hår og tøj næsten alle steder så man skal passe på hvor man sætter et stykke tyggegummi da det klæber sig til alt det kommer i nærheden af.
Det er en skrøne, at tyggegummi ligger i maven i syv år. Tyggegummi befinder sig i fordøjelsessystemet i lige så lang tid som alt andet mad. Dog kan maven ikke fordøje det, og derfor kommer tyggegummiet ud i den anden ende i nogenlunde samme form som det kom ind.

## Fakta
- I Danmark grundlagde Holger Sørensen Vejle Tyggegummi i Vejle i 1927, hvilket senere blev til de kendte Dandy-fabrikker.

- En tyggegummi-pakke fra Wrigleys, var det første produkt, som blev scannet i en butik.